# Силвестер Щадлер
Силвестер Щадлер (на немски: Sylvester Stadler) (1910 – 1995) е немски СС-бригадефюрер от Вафен-СС и генерал-майор от Вермахта, командир на дивизия „Дас Райх“, дивизия „Хоенщауфен“ и кавалер на орден Рицарски кръст с дъбови листа и мечове, връчен му за храброст и издръжливост на бойното поле.

## Ранни години
Роден е на 30 декември 1910 г. във Фонсдорф, Австрия.
През 1933 г. се присъединява към СС войските в Австрия, като бива изпратен в Германия да получи военно обучение. Показвайки голям потенциал там, от 1935 г. е преместен в школата за СС офицери, намираща се в Бад Тьолц, Бавария.
Преди началото на войната ротен командир.

## Втора световна война
През 1940 г. е зачислен към полк „Дер Фюрер“, а малко по-късно и към полк „Дойчланд“. Ранен е по време на бойни действия и докато се възстановява заема пост инструктор в Тьолцската школа. Завръща се през март 1942 г. вземайки участие в сраженията при Харков. За участието си получава Рицарски кръст.

### полк Дер Фюрер и Клането в Орадур-сюр-Глан
От юни 1943 г. получава командването на танково-гренадирския полк „Дер Фюрер“ (част от елитната 2-ра СС дивизия „Дас Райх“), с който взема участие в Битката при Курск.
Малко след това военна част от полка му ръководена от СС-щурмбанфюрер Ото Дикман извършва клане в село Орадур сюр Глан, разположено във Франция, където са убити около 642 селяни. Въпреки че Щадлер дава Дикман на военен съд, неговата репутация на командир на полка вече е опетнена, а Дикман е убит в сражения преди да бъде изправен пред върховния съд.

### Хоенщауфен
През юли 1944 г. получава командването на елитната 9-а СС танкова дивизия „Хоенщауфен“. Заедно с Курт Майер той е сред най-младите командири в немските въоръжени сили. Неговата дивизия активно взема участие в Полша, Франция и на Източния фронт. Дори и в Битката за Нормандия по-късно, в защитата на долния хълм, както и Фалезкия чувал. Последно се сражава в Арнем (Операция Маркет-Гардън), Арденската офанзива и от части в Унгария. Ранен е тежко по време на боевете в Нормандия, а след възстановяването си отново поема поста командир на дивизията.
Предава се на американската армия през май 1945 г., след като води неуспешни битки в Австрия.
Умира през август 1995 г. на 84-годишна възраст в Аугсбург-Хаунщетен, Бавария.

## Военна декорация
Щалдер е раняван тежко на няколко пъти. Голямата му смелост му спечелва отличието За близък бой (златна) като дивизионен командир в периода 1944 г. През 1943 г. е удостоен и с наградата Рицарски кръст, след повторното превземане на Харков – едно умно и стратегическо установяване в южния град Курск, СССР през пролетта на същата година. Малко след това са му връчени и Дъбовите листа към Рицарския кърст (№303), лично от Адолф Хитлер, а преди края на войната получава и Мечовете към Рицарския кръст с дъбовите листа (№152), този път връчени му от Йозеф Дитрих.
- Германски кръст (1942 г.) – златен
- Медал Източен фронт (1942 г.)
- Железен кръст
  - II степен (1939)
  - I степен (1940 г.)
- Декорация За близък бой – златна (12 декември 1943 г.)
- Две „Танкови значки“
- Рицарски кръст (6 април 1943 г.)
  - Носител на Дъбови листа (№303) от 16 септември 1943 г.
  - Носител на Мечове (№152) от 6 май 1945 г.[Notes 1]
- Награда за продължителна служба във Вафен-СС (?)
- Значка за раняване – черна (?), сребърна (?) и златна (?)
- Упоменат във Вермахтберихт